# Binson-et-Orquigny
Binson-et-Orquigny är en kommun i departementet Marne i regionen Grand Est (tidigare regionen Champagne-Ardenne) i nordöstra Frankrike. Kommunen ligger i kantonen Châtillon-sur-Marne som tillhör arrondissementet Reims. År 2020 hade Binson-et-Orquigny 166 invånare.

## Befolkningsutveckling
Antalet invånare i kommunen Binson-et-Orquigny
| Referens: INSEE |